# Helina qilianshanensis
Helina qilianshanensis är en tvåvingeart som beskrevs av Wu 1991. Helina qilianshanensis ingår i släktet Helina och familjen husflugor. Inga underarter finns listade i Catalogue of Life.